# Vercana
Vercana är en ort och kommun i provinsen Como i regionen Lombardiet i Italien. Kommunen hade 747 invånare (2018).